# Ignacy Jakub Massalski
Le prince Ignacy Jakub Massalski, né le 30 juillet 1726 à Olekszczyce (pl) et mort le 28 juin 1794 à Varsovie, est un prélat polonais.

## Biographie
Ignacy Massalski était évêque de Vilna (1762-1794) et l'un des initiateurs de la Commission de l'Éducation nationale. Il est consacré le 2 mai 1762 par Aleksander Kazimierz Horain (pl) avec comme co-consécrateurs Antoni Józef Żółkowski (pl) et Tomasz Ignacy Zienkowicz (pl). Après quelques années, il a été exclu de la Commission pour détournement de fonds publics. Il était un partisan de la Confédération de Targowica et un adversaire de l'Insurrection de Kościuszko
Ignacy Masalski avait commandité la reconstruction de la cathédrale de Vilna dans son aspect actuel. Depuis 1780, il était propriétaire du Palais Verkiai et a organisé sa reconstruction majeure dans le style néo-classique par Laurynas Gucevičius (Wawrzyniec Gucewicz). Accusé de haute trahison, il a été pendu à Varsovie le 28 juin 1794 par la foule en colère à la suite de l'Insurrection de Kościuszko.
En 1795, ses restes sont transférés à la Basilique archicathédrale Saint-Stanislas et Saint-Ladislas de Vilnius.

## Succession apostolique
Ignacy Jakub Massalski a ordonné les évêques suivants :
- Évêque Jan Dominik Łopaciński (pl) (1762)
- Évêque Jan Stefan Giedroyć (pl) (1764)
- Évêque Józef Kazimierz Kossakowski (pl) (1775)
- Évêque Piotr Aleksander Toczyłowski (pl) (1782)
- Évêque Franciszek Alojzy Gzowski (pl) (1782)
- Évêque Jan Nepomucen Kossakowski (pl) (1794)